# Anoncus abbreviatus
Anoncus abbreviatus är en stekelart som först beskrevs av Carl Gustav Alexander Brischke 1871.  Anoncus abbreviatus ingår i släktet Anoncus, och familjen brokparasitsteklar. Arten är reproducerande i Sverige.